# Diluvion
Diluvion est un jeu vidéo d'action développé par Gambitious et édité par Arachnid Games, sorti en 2017 sur Windows, Mac et Nintendo Switch.
Dans un univers inspiré de Jules Verne, le joueur prend les commandes d'un sous-marin.

## Accueil
- Canard PC : 5/10[1]
- JeuxActu : 13/20[2]
- Jeuxvideo.com : 14/20[3]